# Мегрозеро
Ме́грозеро (карел. Mägrätjärvi) — деревня в составе Куйтежского сельского поселения Олонецкого национального района Республики Карелия.

## Общие сведения
Расположена на южном берегу одноимённого озёра.
Сохраняется памятник истории (0,5 км по дороге на Олонец) — место прорыва финской обороны воинами 18-й Мгинской Краснознамённой дивизии в июне 1944 года в ходе Свирско-Петрозаводской наступательной операции. На месте боя в 1985 году был установлен гранитный обелиск.

## Название
Мя́гря (карел. mägrä) — барсук, барсучье озеро.

## Население
Численность населения в 1905 году составляла 74 человека.
| 2002 | 2009 | 2010 | 2013 |
| ---- | ---- | ---- | ---- |
| 3    | ↘2   | →2   | ↗3   |